# Alboga, Söderköpings kommun
Alboga är en ort i Drothems socken i Söderköpings kommun belägen strax sydväst om Söderköping. Bebyggelsen i norra och centrala delen av orten ingår i tätorten Söderköping medan delen söder om ridhuset av SCB före 2015 avgränsades till en småort namnsatt till Alboga (södra delen). Den södra delen av Alboga växte 2015 samman med bebyggelsen i Söderköping.